# Alcebíades Barcelos
Pour les articles homonymes, voir Bide.
Alcebíades Maia Barcelos, plus connu sous le nom de Bide, né le 25 juillet 1902 à Niterói et mort le 18 mars 1975 à Rio de Janeiro, est un compositeur brésilien.

## Biographie
Alcebíades Maia Barcelos naît le 25 juillet 1902 à Niterói.
En 1908, sa famille déménage à Rio de Janeiro pour vivre dans le quartier Estácio de Sá. C'est là que, dans sa jeunesse, il travaille comme cordonnier dans une usine.
Il est un habitué des cercles de samba de la Turma do Estácio, à Rio de Janeiro, où il se rapproche des danseurs de samba qui insufflent au genre une cadence différente de celle de la maxixe, typique de l'époque. Avec d'autres danseurs de samba, il fonde Deixa Falar, la première école de samba du pays. Bide a l'idée de coller une boîte de beurre et de l'utiliser pour marquer le rythme, car pendant le défilé, sans l'aide de microphones et d'amplificateurs, il est difficile de garder le rythme. Le surdo est né (sa déclaration enregistrée). En 1927, la samba de Bide A malandragem, enregistrée par Francisco Alves, est publiée et devient une référence. Il est le partenaire d'une multitude de sambistes de l'époque, mais le plus grand d'entre eux est Armando Marçal (en), avec qui il forme l'un des duos les plus réussis de la musique brésilienne.
Alcebíades Maia Barcelos meurt le 18 mars 1975 à Rio de Janeiro.